# 浩淼科技
明光浩淼安防科技股份公司（英語：Mingguang Haomiao Security Protection Technology Co.,Ltd.；北交所：831856，简称：浩淼科技），是中国北京证券交易所的一家上市公司，主要从事消防应急救援装备的研发、生产、销售以及相关技术服务，主要产品为灭火类消防车、举高及特种类消防车、专勤后援类消防车、罐式消防车等。
公司前身为2006年成立的明光市浩淼消防科技发展有限公司，2014年整体变更为股份公司并更为现名。2020年12月25日在全国中小企业股份转让系统精选层挂牌。2021年11月15日在北京证券交易所上市，是滁州市首家在北交所上市的企业。
2022年，公司实现营业收入4.49亿元，同比增长8.89%；实现净利润3429.47万元，同比增长47.79%。